# Body Bags - Corpi estranei
Body Bags - Corpi estranei (Body Bags) è un film horror del 1993, diretto da John Carpenter, Tobe Hooper e Larry Sulkis, quest'ultimo non accreditato.

## Trama
(Medico legale/John Carpenter)
I tre episodi, Eye, Hair e La stazione di rifornimento iniziano da un altro episodio-contenitore, L'obitorio, in cui uno strano medico legale (John Carpenter) inizia a raccontare al pubblico le seguenti storie:
- La stazione di rifornimento: un'impiegata presso una pompa di benzina notturna viene a conoscenza del fatto che un pericoloso serial killer si aggira nella zona e dunque si barrica nella stazione di rifornimento, in attesa dell'alba...
- Hair: un uomo (Stacy Keach), ossessionato da una calvizie molto rapida, tenta un nuovo tipo di trattamento di ricrescita, assai costoso. All'inizio tutto sembra andare per il meglio, ma poi...
- Eye: un emergente giocatore di baseball (Mark Hamill) ha un incidente d'auto e perde un occhio. Per non abbandonare la sua promettente carriera, ricorre ad un rischioso intervento chirurgico che sulle prime sembra perfettamente riuscito. Ma un giorno, questi comincia ad avere strane visioni e flashback spaventosi, che ricorrono sul nervo ottico perché il precedente proprietario del bulbo oculare era un efferato serial killer che aveva ucciso e stuprato diverse donne.

Infine si ritorna all'obitorio, dove sopraggiungono altri due impiegati (Tobe Hooper e Tom Arnold) per l'orrorifico finale a sorpresa.

## Produzione
Il film è diviso in tre episodi, ciascuno diretto da un regista diverso:
- L'obitorio è diretto da Tobe Hooper
- La stazione di rifornimento è diretto da John Carpenter
- Hair venne diretto da Sulkis, che non era in attività da tempo, ma venne accreditato a Carpenter
- Eye, è diretto da Hooper

Nel film figurano numerosi camei di registi famosi come Wes Craven, Sam Raimi, lo stesso Carpenter, o personalità di spicco del cinema horror come il truccatore Greg Nicotero.
Carpenter avrebbe voluto che al film partecipasse anche, nel ruolo del dottor Bregman, Roger Corman, uno dei suoi registi preferiti.

## Collegamenti ad altre pellicole
- Durante la sequenza del flashback di Eye, una serie di fotogrammi riporta all'originale Non aprite quella porta di Hooper (1974).
- Diverse scene parodiano Casablanca (Michael Curtiz, 1942), Halloween, la notte delle streghe (Carpenter, 1978) ed il suo sequel Halloween II (Rick Rosenthal, 1980).

## Riconoscimenti
- Festival internazionale del cinema di Porto
  - 1994 - Candidatura al premio per il miglior film a John Carpenter